# Tibor Zenker
Tibor Zenker (* 7. März 1976 in Wien) ist ein österreichischer Autor, Politikwissenschaftler, sowie Sohn des Schriftstellers und Regisseurs Helmut Zenker. Auf dem 4. Parteitag der Partei der Arbeit Österreichs wurde er zu deren Vorsitzendem gewählt.

## Theaterarbeit
In den Jahren 2008 und 2009 entstand unter Mitarbeit von Jan Zenker das kabarettistische Volksstück „Kottan ermittelt: Rabengasse 3a“, nach Vorlage des ORF-Fernsehfilms „Hartlgasse 16a“ (1976, Drehbuch: Helmut Zenker, Regie: Peter Patzak). Die Premiere fand am 15. April 2009 im Wiener Rabenhof Theater statt. Unter der Regie von Direktor Thomas Gratzer spielten u. a. Reinhard Nowak (als Kottan), Rudi Roubinek, Doris Schretzmayer, Dany Sigel und Roman Gregory. Die Kritiken waren in der Mehrheit positiv, zudem war das Stück ein großer Publikumserfolg: Zwischen April 2009 und März 2010 wurden 44 Vorstellungen gegeben, die von rund 13.000 Menschen besucht wurden. Im November 2009 erschien ein Mitschnitt von „Rabengasse 3a“ als DVD, am 1. Januar 2010 kam es auf Puls 4 zur ersten TV-Ausstrahlung. Am 20. Februar 2012 wurde das Stück erstmals außerhalb Österreichs aufgeführt, nämlich am Trinity College (Dublin). Auf Grundlage des Theaterstücks entstand in weiterer Folge auch ein Hörspiel von „Rabengasse 3a“, bei diesem wurde die Bühnenbesetzung durch Christoph Grissemann als Erzähler ergänzt.
Im Laufe des Jahres 2010 wurde (wiederum unter Mitarbeit Jan Zenkers) das Theaterstück „Kassbach“ entwickelt. Als Vorlage diente Helmut Zenkers Roman „Kassbach oder Das allgemeine Interesse an Meerschweinchen“ (1974). Das Stück thematisierte die Probleme Neofaschismus und  Rassismus nicht zufällig anlässlich des damaligen Wiener Landtagswahlkampfes. Premiere war, abermals am Rabenhof Theater, am 8. September 2010. Die Regie hatte Anatole Sternberg übernommen, auf der Bühne spielten u. a. Hans Piesbergen (als Kassbach) und Gerald Votava. Die Meinungen der Kritik gingen auseinander, das Publikum konnte mit der für das Rabenhof Theater eher untypischen Produktion offenbar nicht allzu viel anfangen: Von September bis Dezember 2010 gab es 15 Vorstellungen.
Am 17. November 2016 feierte Zenkers neuestes Stück, „Kottan ermittelt – Das Puppenmusical“ als weitere Rabenhof-Produktion Premiere. Unter der Regie von Thomas Gratzer übernahm Christian Dolezal die Hauptrolle des Majors Kottan. Alle anderen Rollen wurden seitens der Puppenkünstler Nikolaus Habjan und Manuela Linshalm mittels Klappmaulpuppen dargestellt. Bei der Musikauswahl wurde u. a. auf Austropop-Klassiker, insbesondere von Kottan’s Kapelle und Johann K., zurückgegriffen, die musikalische Leitung lag bei Kyrre Kvam. Die Inszenierung wurde als Koproduktion mit den Vereinigten Bühnen Bozen und dem St. Pöltner „Theater im Hof“ verwirklicht und soll somit im Januar 2017 bzw. im Dezember 2016 auch in der Südtiroler und niederösterreichischen Landeshauptstadt zur Aufführung kommen.

## Theoretische und journalistische Arbeit
Zenker, bereits 1998–2001 Kolumnist der KPÖ-nahen Wochenzeitung „Volksstimme“, ist seit Jahren mit journalistischen Artikeln, politischen Essays und wissenschaftlichen Beiträgen in diversen Print- und Onlinemedien des deutschen Sprachraumes präsent und auch regelmäßig als Vortragender unterwegs. Diese Texte, die z. T. auch in andere Sprachen (u. a. Englisch, Französisch, Italienisch, Spanisch, Russisch, Türkisch und Persisch) übersetzt wurden, sind durchwegs von einem sozialistischen und kommunistischen, weltanschaulich von einem marxistischen Standpunkt aus verfasst. Dies entspricht auch der politischen Betätigung Zenkers: In jungen Jahren in der SPÖ-nahen Sozialistischen Jugend (SJÖ) aktiv und neben Andreas Babler einer der Köpfe der Stamokap-Strömung in der SJÖ, ist er seit Oktober 2013 stellvertretender Vorsitzender und seit 2019 Vorsitzender der 2013 gegründeten Partei der Arbeit Österreichs (PdA), in der er als maßgeblicher Ideologe gilt. Vor allem rund um die Themenbereiche Imperialismus und Faschismus hat Zenker außerdem mehrere Sachbücher veröffentlicht sowie Beiträge zu verschiedenen Sammelbänden geliefert. Im Zuge der Beschäftigung mit dem gegenwärtigen Rechtsextremismus konnte Zenker im April 2009 der Nationalen Volkspartei nachweisen, dass diese ihr Parteiprogramm zum Gutteil wörtlich aus einem Schulungsprogramm der nationalsozialistischen SS abgeschrieben hatte, was im März 2012 zu einer Verurteilung nach dem NS-Verbotsgesetz beitrug.

## Sonstiges
Seit Februar 2012 erscheint im Wiener Bezirksblatt wöchentlich ein „Kottan ermittelt“-Comicstrip, zu dem Zenker Ideen und Texte und Reinhard Trinkler die Bilder liefert. Im Vorfeld der Ausstellung „Alles klar, Herr Kommissar? Knatterton, Kottan, Emil und andere Detektive“, die von April bis November 2014 im Karikaturmuseum Krems stattfand, erschien ein Sachbuch Zenkers zur literarischen, filmischen und zeichnerischen Geschichte der Kottan-Figur mit dem Titel „Inspektor gibt’s kan“.
Zenker hat einen Sohn und eine Tochter. Er lebt gegenwärtig mit seiner Lebensgefährtin, der gemeinsamen Tochter und ihrem Sohn aus früherer Beziehung in Niederösterreich.

## Werke

### Theaterstücke
- Kottan ermittelt: Rabengasse 3a. Rabenhof Theater, Wien 2009.
- Kassbach. Rabenhof Theater, Wien 2010.
- Kottan ermittelt – Das Puppenmusical. Rabenhof Theater, Wien, Bühne im Hof, Sankt Pölten, Stadttheater Bozen 2016.

### Pastiche-Krimis
- Sherlock Holmes und die ägyptische Mumie, Wien 2021
- Sherlock Holmes und der Pirat aus der Karibik, Wien 2021
- Sherlock Holmes und die Geheimmission ihrer Majestät, Wien 2021

### Sachbücher
- Stamokap heute – Vom gegenwärtigen Kapitalismus zur sozialistischen Zukunft. Der Drehbuchverlag, Wien 2005, ISBN 3-902471-10-7.
- Was ist Faschismus? Der Drehbuchverlag, Wien 2006, ISBN 3-902471-50-6.
- Der Imperialismus der EU. Der Drehbuchverlag, Wien 2006, ISBN 3-902471-51-4.
- Österreich 1938 – Hintergründe, Vorgeschichte und Folgen des „Anschlusses“. Der Drehbuchverlag, Wien 2008, ISBN 978-3-902471-81-9.
- Der Imperialismus der EU 2. Der Drehbuchverlag, Wien 2010, ISBN 978-3-902676-51-1.
- Faschismus / Antifaschismus. Der Drehbuchverlag, Wien 2011, ISBN 978-3-902676-62-7.
- mit Otto Bruckner und David Lang: Über die revolutionäre Partei der Arbeiterklasse. Der Drehbuchverlag, Wien 2013, ISBN 978-3-902676-71-9.
- März 1938 – Fakten, Hintergründe, Folgen. Verlag KZV/VdA, Wien 2013, ISBN 978-3-9503543-0-0.
- Februar 1934 – 80 Jahre Februarkämpfe in Österreich. Verlag KZV/VdA, Wien 2014, ISBN 978-3-9503543-1-7.
- mit Jan Zenker: Inspektor gibt’s kan. Verlag Carl Ueberreuter, Wien 2014, ISBN 978-3-8000-7584-3.
- Der Imperialismus der EU 3. Der Drehbuchverlag, Wien 2014, ISBN 978-3-99042-871-9.

### Buchbeiträge
- Monopolkapital, Markt und Macht. In: Elke Renner, Erich Ribolits, Johannes Zuber (Hrsg.): Wa(h)re Bildung – Zurichtung für den Profit. Studienverlag, Innsbruck-Wien-Bozen 2004, ISBN 3-7065-1988-7.
- Die Globalisierung des Elends und das Elend der Globalisierungstheorie. In: Erich Ribolits, Michael Sertl, Johannes Zuber (Hrsg.): Verlierer im Überfluss – Bildungssystem und Ungleichheit. Studienverlag, Innsbruck-Wien-Bozen 2006, ISBN 3-7065-4313-3.
- Die kommunistische Bewegung in Österreich. In: Frank Flegel (Hrsg.): Niederlagenanalyse. Offen-siv Verlag, Hannover 2007, ISBN 978-3-00-021905-4.
- Normalität und Widersprüchlichkeit des faschistischen Kleinbürgers. In: Karin Moser, Andreas Ungerböck (Hrsg.): Peter Patzak – Filmemacher, Autor, Maler. Verlag Filmarchiv Austria, Wien 2009, ISBN 978-3-902531-74-2.
- Oktoberrevolution: What's left?. In: Verlagsgenossenschaft Vorwärts (Hrsg.): 100 Jahre Oktoberrevolution 1917-2017. Vorwärts, Zürich 2018, ISBN 978-3-033-06736-3.
- Por la libertad de España y Austria! Los Austriacos durante la Guerra Civil Española 1936-1939. In: Varios Autores: Bajo una sola bandera – Las Brigadas Internacionales y el internacionalismo proletario. Ediciones Tinta Roja, Madrid 2020, ISBN 978-84-122751-0-0.